# De Ruiter (achternaam)
De Ruiter,  De Ruijter of De Ruyter is een Nederlandstalige achternaam, verwijzend naar het beroep van ruiter. De term is vermoedelijk afgeleid van het Latijnse ruptarius, wat 'rover' betekent. In de loop der eeuwen is de betekenis via 'soldaat' veranderd in 'krijgsman te paard'. Deze naam heeft een aantal varianten, zoals De Ruijter of De Ruyter.

## De Ruiter
- Anne de Ruiter, wielrenster
- Bart de Ruiter, bassist
- Corine de Ruiter, hoogleraar forensische psychologie
- Gerard de Ruiter, voetballer
- Gerrit de Ruiter (hockeyer), hockeyer
- Gerrit de Ruiter (kweker), rozenkweker
- Hendrik Jan de Ruiter, politicus
- Henny de Ruiter, bestuurder
- Jan Jaap de Ruiter, wetenschapper
- Jan de Ruiter, burgemeester
- Job de Ruiter, rechtsgeleerde en politicus
- Joost de Ruiter, nationaalsocialist
- Jorrit de Ruiter, badmintonspeler
- Kelvin de Ruiter, krachtsporter
- Lo de Ruiter, ambtenaar, politicus, (omroep)bestuurder en publicist
- Michiel de Ruiter, freestyleskiër
- Niels de Ruiter, darter
- Nol de Ruiter, voetbaltrainer en -scout
- Piet de Ruiter, politicus voor de PvdA
- Piet de Ruiter, politicus voor de SP
- Robbert de Ruiter, profvoetballer
- Robin de Ruiter, Nederlands-Spaans schrijver
- Roy de Ruiter, militair
- Roy de Ruiter, voetballer
- Toon de Ruiter, roeier
- Wesley de Ruiter, profvoetballer
- Wietske de Ruiter, hockeyster
- Wim de Ruiter, componist
- Wim de Ruiter, wielrenner

## De Ruijter
- Frits de Ruijter, hardloper
- Onno de Ruijter, kunstenaar

## De Ruyter
- Michiel de Ruyter (1607-1676), een Nederlands admiraal
- Engel de Ruyter (1649-1683), een Nederlands viceadmiraal, zoon van Michiel de Ruyter

- F.J. Ruyter, Nederlands architect
- Herman de Ruyter (ca. 1540-1570), een Nederlands geuzenleider
- Kees de Ruyter (1925-1983), een Nederlands biljarter
- Michiel de Ruyter (presentator) (1926-1994), radiopresentator en jazzmusicus
- P.C. de Ruyter (1855-1889), een Nederlands dichter en liedjesschrijver, actief in de arbeidersbeweging
- Wim de Ruyter (1918-1997), een Nederlands wielrenner
- Piet de Ruyter, Nederlands orthopedagoog

## Bedrijf
- De Ruijter, Nederlands producent van broodbeleg